# Віктимність

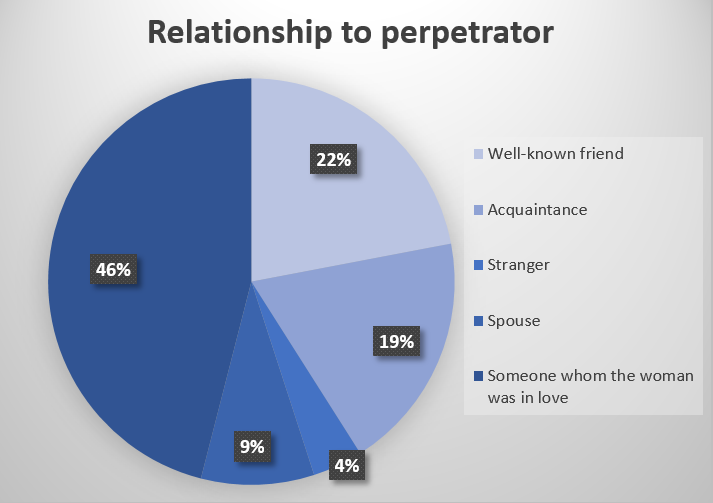
Стосунки жінок із ґвалтівниками (2011):
- хтось, у кого жінка була закохана (46 %),
- добре знаний друг (22 %),
- знайомий (19),
- чоловік (9 %),
- незнайомець (4 %).

Зведений індекс зґвалтувань жінок у 2018 році, дані з WomanStats Project.
Зґвалтування не є великою проблемою в цьому суспільстві
Зґвалтування є невеликою проблемою у цьому суспільства
Зґвалтування є проблемою в цьому суспільстві
Зґвалтування є серйозною проблемою в цьому суспільстві
Зґвалтування є ендемічним у цьому суспільстві
Брак даних

Віктимність (від лат. victima — жертва) — концепція позитивістської віктимології про схильність стати жертвою злочину. У сучасній західній віктимології термін майже не використовується, а припущення, що причиною вчинення злочину є поведінка чи одяг постраждалих, критикується як несправедливе звинувачення жертви та спростовується більш новітніми дослідженнями. 

## У позитивістській віктимології
Основоположник позитивістської (інтеракціоністської) віктимології Б. Мендельсон у роботі «Походження доктрини віктимології» визначав поняття «віктимність» як аналог поняття «злочинність»: якщо злочинність — це стан, факт або властивість бути злочинцем, то віктимність — це стан, факт або властивість бути жертвою.
Деякі автори вважали, що віктимність «перебуває в прямій залежності від стану злочинності: чим більше суспільство вражене злочинністю, тим вище шанс будь-якого індивіда стати жертвою злочину». При такому підході віктимність розглядалася у зв'язку зі статистикою.
На думку інших авторів, віктимність — це «особлива властивість потерпілої від злочину особи (в аспекті кримінальної віктимології), що складається в її схильності стати, за певних обставин, жертвою злочину».

## У сучасній науці
Підхід, що допускає можливість покладати часткову відповідальність за злочин на жертву, в західній науці було піддано гострій критиці з 1970-тих років, в першу чергу з боку феміністських авторок.  

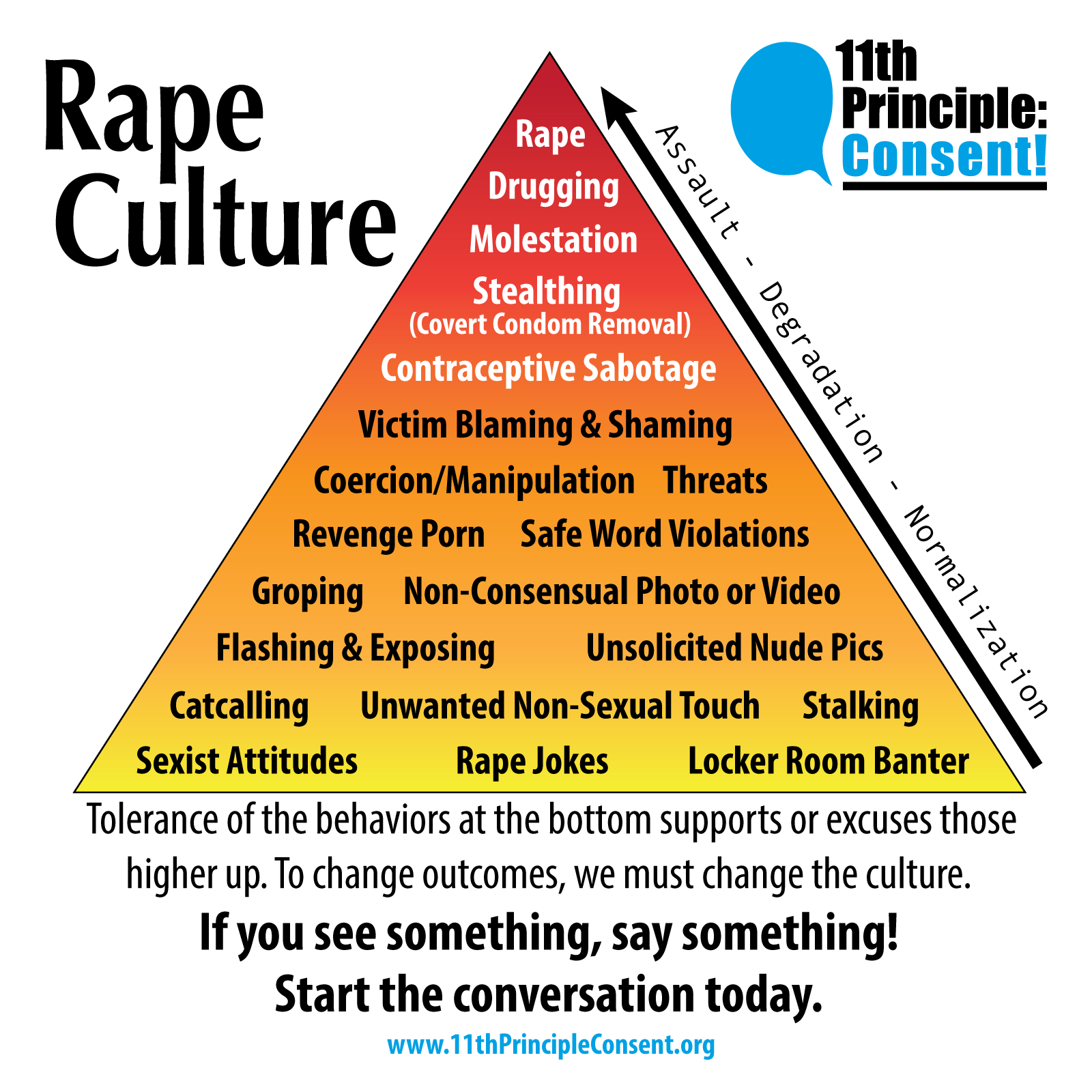
Піраміда культури зґвалтування

Аналізуючи дослідження випадків зґвалтування та домашнього насильства, вони виявили, що фактори поведінки жертви, які раніше описувалися як «провокуючі», насправді є такими не об'єктивно, а в сприйнятті злочинця. Згідно з феміністською теорією права, дослідник, що мислить в категоріях «провокуючої поведінки жертви» або «віктимної поведінки», тим самим виправдовує злочинця і, в разі гендерного насильства, відтворює ті ж патріархальні стереотипи, які є причиною досліджуваних ним злочинів.
У феміністській теорії звинувачення жертви насилля називається віктимблеймінгом.
Емпіричні дані показують, що поведінка, описана у позитивістській віктимології як «необачна», «легковажна», «аморальна» (іноді як «винна віктимність»), не є значимим чи визначальним чинником скоєння сексуальних злочинів. Опис одягу, поведінки потенційних жертв та реальна статистика мають суттєві відмінності. 
Потенційними жертвами зазвичай описують «дівчат у суперкоротких спідницях, які користуються занадто яскравим макіяжем», тоді як за статистикою 10,1 % постраждалих від сексуального насильства становлять діти до 12 років і жінки віком понад 40 років, 11,4 % — підлітки 13—15 років, 6,5 % — чоловіки різного віку; при цьому 45,6 % потерпілих були раніше знайомі з ґвалтівником і довіряли йому, а в 15 % випадків сексуальне насильство скоюють родичі або партнери. 

## Виставка "Чи це моя провина?"
У 2018 році в Брюсселі було відкрито виставку одягу, який був на жінках в день вчинення насильства. Така назва виставки співзвучна із запитанням, які найчастіше ставлять поліцейські зґвалтованим жінкам:"У що ви були одягнуті?". Постраждалі не завжди розуміють суть цього питання і чому вони мають бути винні щодо того, який саме одяг вони вибрали того дня. Серед одягу на виставці: спідниці, плаття, штани та сорочки, навіть поліцейська форма. На стендах відсутній надто відкритий одяг чи одяг червоних, яскравих "агресивних" кольорів.

## Реабілітаційний підхід
Сучасна західна наука прагне знизити сприйняття постраждалих як жертв, відповідальних за вчинення злочину. В ряді європейських країн законодавче поняття "віктимної поведінки" відсутнє (зокрема, у шведському законодавстві) зі зміщенням фокусу на згоду на секс.
Практика реабілітації постраждалих від насилля зосереджується на можливостях трансформації кризи в можливості, фокусуючись на ресурсах, з допомогою яких постраждалі можуть подолати травму і досягти успіху в житті, яке б інакше вважалося зруйнованим. 
Головною метою реабілітації є відновлення; знаходження джерела внутрішньої сили і вияв необхідних рис характеру; вирішальне значення має підтримка постраждалих (сім'ї, близьких, волонтерів та наставників, інших постраждалих у реабілітаційних групах); занурення в активності; застосування інших джерел досягнень і наполегливості для успішної ресоціалізації у суспільстві.